# Tapura Amui No Te Faatereraa Manahune – Tuhaa Pae
Le Tapura Amui No Te Faatereraa Manahune - Tuhaa Pae était une coalition politique de courte durée en Polynésie française pour les élections législatives de 2004 en Polynésie française, en particulier pour les îles Australes. La coalition était entre les partis de Tapura Amui no Tuhaa Pae, Union pour la Démocratie (Union pour la Démocratie), Heiura - Les Verts Polynésiens ( HEIURA ) et Fetia Api.
La coalition a organisé une campagne de publicité politique pour 2004. Les dates de diffusion en 2004 ont eu lieu à une date inconnue mais se sont produites sur les îles Australes. Tous les membres de la coalition avaient des publicités distinctes à l'extérieur de la coalition en 2004.
Dans les résultats, la coalition a remporté 1 siège pour les îles Australes, élisant Chantal Florès-Tahiata de Tapura Amui no Tuhaa Pae, qui siégera au sein du groupe UPLD.